# Бусбек, Ожье Гислен де
Ожье Гислен де Бусбек (нидерл. Ogier Gisleen van Busbeke, лат. Augerius Gislenius Busbequius; 1522, Комин — 1592) — фламандский учёный-энциклопедист, дипломат и писатель.

## Биография
Ожье Гислен де Бусбек родился в 1522 году во фламандском городе Комин (ныне регион Нор — Па-де-Кале, департамент Нор, округ Лилль, кантон Кенуа-сюр-Дёль, Франция). 
Незаконный сын сеньора де Бусбека Георга Гислена. Вырос в родовом замке Бусбек. Окончил Лёвенский университет. В Лувене Бусбек познакомился с гуманистом Эразмом Роттердамским, оказавшим на него огромное влияние. Ожье де Бусбек продолжил своё образование в Париже, Венеции, Болонье и Падуе. Он свободно владел нидерландским, латинским, французским, итальянским, немецким, испанским и несколькими славянскими языками.

Ожье де Бусбек состоял при посольстве германского императора Фердинанда I в Англии, в 1555 году вёл переговоры с султаном Сулейманом I, а с 1556 года (после консультаций в Вене) в продолжение 7 лет занимал должность посланника Священной Римской империи в Стамбуле. Он пытался урегулировать вопросы о границе двух империй, о статусе Трансильвании с великим визирем Рустем-пашой, а затем с его преемником Семиз Али-пашой. Поражённый турецким военным потенциалом, Бусбек предостерегал европейцев: 
Когда турки уладят свои отношения с Персией, они возьмут нас за горло, опираясь на мощь всего Востока. Насколько мы не готовы, я не решаюсь сказать.
 В бытность посланником в Стамбуле, Ожье де Бусбек собрал более 100 греческих рукописей, много старинных монет, медалей. Учёный открыл для европейцев билингву Monumentum Ancyranum в Анкаре и добыл ценные сведения о крымско-готском языке. Он беседовал с двумя послами из Крыма — крымским готом, забывшим родной язык, и крымским греком, владевшим крымско-готским языком. 
Гот был высокого роста, и во внешности его сквозила прирожденная скромность, что делало его похожим на фламандца или голландца. Когда я спросил его о натуре и языке их народа, он отвечал весьма недвусмысленно, что их народ, готы, весьма воинственен, что он и поныне еще занимает многие области…, что у них есть два главных города – один зовется Мангуп, другой – Скиварин. Готы – до сих пор христиане, хотя и окружены иноверцами.
 — писал Бусбек. На основании беседы-опроса Бусбек составил краткий словарь крымско-готского языка (около 80 слов). При этом, непосредственно Крымский полуостров Бусбек не посещал, а беседа происходила в Стамбуле.

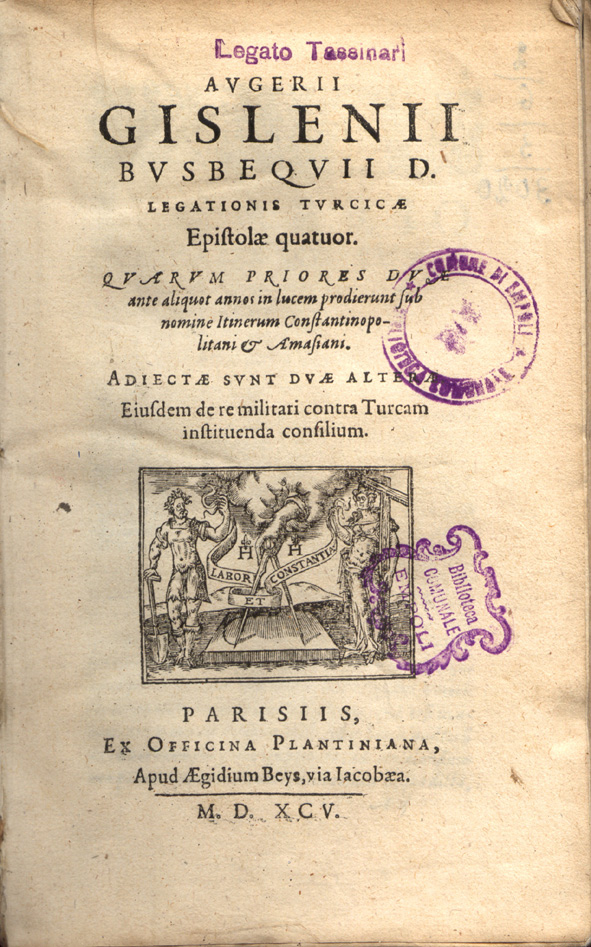
Обложка книги писем О де. Бусбека

Основной труд Бусбека вышел в 1581 году на латыни, переиздан в 1595 под названием Turcicae epistola (Турецкие письма).
Бусбек ввёз в европейские страны из Турции несколько видов растений и животных, некоторые из них были акклиматизированы и впоследствии получили широкое распространение. С его именем связывают введение в садовую культуру в Европе тюльпанов (1555), сирени обыкновенной, конского каштана.
В 1592 году, по дороге из Мант-ла-Жоли в замок Бусбек, энциклопедист был ограблен и избит приверженцами Католической лиги Гизов. Через несколько дней Ожье Гислен де Бусбек скончался. Его тело было погребено в капелле замка Сен-Жермен, а сердце захоронено в фамильном склепе замка Бусбек. В 1595 году нидерландский наместник Альбрехт VII Австрийский, из уважения к памяти маститого дипломата, возвёл родовые владения в ранг баронства.